# 卡皮托利乌
卡皮托利乌是巴西米纳斯吉拉斯州的一个市镇。总面积522.079平方公里，总人口7634人，人口密度14.6人/平方公里。